# Municipio de Mechanic
El municipio de Mechanic (en inglés: Mechanic Township) es un municipio ubicado en el condado de Holmes en el estado estadounidense de Ohio. En el año 2010 tenía una población de 3127 habitantes y una densidad poblacional de 35,43 personas por km².

## Geografía
El municipio de Mechanic se encuentra ubicado en las coordenadas 40°28′56″N 81°52′25″O / 40.48222, -81.87361. Según la Oficina del Censo de los Estados Unidos, el municipio tiene una superficie total de 88.25 km², de la cual 87.36 km² corresponden a tierra firme y (1.01%) 0.89 km² es agua.

## Demografía
Según el censo de 2010, había 3127 personas residiendo en el municipio de Mechanic. La densidad de población era de 35,43 hab./km². De los 3127 habitantes, el municipio de Mechanic estaba compuesto por el 99.36% blancos, el 0.03% eran afroamericanos, el 0.1% eran amerindios, el 0.03% eran asiáticos, el 0.03% eran isleños del Pacífico, el 0.06% eran de otras razas y el 0.38% pertenecían a dos o más razas. Del total de la población el 0.35% eran hispanos o latinos de cualquier raza.